# Aleksiej Ananin
Aleksiej Piotrowicz Ananin, ros. Алексей Петрович Ананьин (ur. 10 marca?/22 marca 1889 w Riazaniu, zm. 31 grudnia 1949) – radziecki wojskowy (pułkownik), oficer Rosyjskiej Armii Wyzwoleńczej, a następnie Sił Zbrojnych Komitetu Wyzwolenia Narodów Rosji podczas II wojny światowej.

## Życiorys
W 1907 ukończył gimnazjum w Riazaniu, zaś w 1910 instytut rolniczy w Moskwie. Po wybuchu I wojny światowej zmobilizowano go do armii. W 1915 został ranny. Doszedł do stopnia sztabskapitana. 15 stycznia 1918 wstąpił do wojsk bolszewickich. Objął dowodzenie 35 Pułku Piechoty. Od 15 lutego pełnił funkcję szefa sztabu i szefa oddziału operacyjnego sztabu Rejonu Archangielskiego. Od lipca dowodził brygadą na froncie karelskim. 10 stycznia 1919 był dowódcą 1 Brygady Samodzielnej 165 Dywizji Strzeleckiej. W marcu w stopniu pułkownika został dowódcą Frontu Fińskiego. Od czerwca 1920 do sierpnia 1922 r. był komendantem Piotrogrodu. Następnie odszedł do rezerwy. Pracował w oddziale rolniczym uzbeckiego komisariatu ludowego rejonu kosz-kupyrskiego. Po ataku wojsk niemieckich na ZSRR został zmobilizowany 17 września 1941 r. Objął w stopniu pułkownika dowodzenie 91 Pułkiem Artylerii Przeciwlotniczej. 24 listopada mianowano go intendentem brygadowym 20 Brygady Saperów. Następnie został dowódcą batalionu 12 Samodzielnej Brygady Saperów. W 1942 dostał się do niewoli niemieckiej. Podjął współpracę z Organizacją Todt. W 1943 wstąpił do Rosyjskiej Armii Wyzwoleńczej (ROA). W listopadzie tego roku zaczął szkolenie w szkole propagandystów ROA w Dabendorfie pod Berlinem. Po jej ukończeniu w styczniu 1944 w stopniu pułkownika został odkomenderowany do rezerwy oficerskiej gen. mjr. Iwana A. Błagowieszczeńskiego. Od listopada do końca grudnia tego roku w składzie grupy oficerów płk. Grigorija A. Zwieriewa prowadził w obozach jenieckich w Norwegii werbunek do nowo formowanych Sił Zbrojnych Komitetu Wyzwolenia Narodów Rosji. Po powrocie do Niemiec przebywał w Dabendorfie, po czym w lutym 1945 powrócił do Norwegii, aby konwojować jeńców wojennych, którzy postanowili przystąpić do własowców. W kwietniu znalazł się w składzie Południowej Grupy Sił Zbrojnych KONR pod dowództwem gen. mjr. Fiodora I. Truchina, która 9 maja poddała się Amerykanom. Przebywał w różnych obozach jenieckich, po czym w czerwcu został deportowany do ZSRR. Po procesie skazano go na karę śmierci wykonaną 31 grudnia 1949 przez rozstrzelanie.